# قائمة الدول حسب إنتاج السيليكون
هذه قائمة الدولة المنتجة للسيليكون حسب بيانات الماسح الجيولوجي الأمريكي لعام 2016.
| الرتبة | الدولة\المنطقة   | إنتاج السيليكون (بآلاف الأطنان) |
| ------ | ---------------- | ------------------------------- |
| —      | العالم           | 7,200                           |
| 1      | الصين            | 4,600                           |
| 2      | روسيا            | 747                             |
| 3      | الولايات المتحدة | 396                             |
| 4      | النرويج          | 380                             |
| 5      | فرنسا            | 121                             |
| 6      | البرازيل         | 100                             |
| 7      | جنوب أفريقيا     | 84                              |
| 8      | إسبانيا          | 81                              |
| 9      | بوتان            | 78                              |
| 10     | آيسلندا          | 75                              |
|        | دول أخرى         | 538                             |